# Скоростная железная дорога Шицзячжуан — Тайюань
Скоростная железная дорога Шицзячжуан — Тайюань (кит. 石太客运专线) длиной 189 км соединяет столицу провинции Хэбэй город Шицзячжуан со столицей провинции Шаньси город Тайюань. В дальнейшем дорога станет частью Высокоскоростной пассажирской линией Циндао — Тайюань. Соседняя секция Цзинань — Шицзячжуан предположительно будет построена в 2015 году. Строительство дороги началось 21 июня 2005 года и завершилось 1 апреля 2009 года.
Дорога рассчитана на скорость движения 250 км/час.
Железная дорога пересекает горы Тайханшань. Тайханский туннель длиной 28 км — самый большой железнодорожный туннель в Китае.
В Шицзячжуане возможен переход на высокоскоростную железную дорогу Пекин — Гонконг, которая пущена в декабре 2012 года.

## Остановки
1. Шицзячжуан — Северный (кит. 石家庄北站)
2. Хуайлу (Луцюань) (кит. 获鹿站)
3. Цзинсин — Северный (кит. 井陉北站)
4. Янцюань — Северный (кит. 阳泉北站)
5. Дунлинцзин (кит. 东凌井站)
6. Тайюань — Восточный (кит. 太原东站)
7. Тайюань (кит. 太原站)